# Heidelberg (Texas)
Heidelberg è un census-designated place degli Stati Uniti d'America situato nella contea di Hidalgo dello Stato del Texas.
La popolazione era di 1.725 persone al censimento del 2010. Fa parte dell'area metropolitana di McAllen–Edinburg–Mission e Reynosa–McAllen.

## Geografia fisica
Heidelberg è situata a 26°11′15″N 97°52′59″W (26.187387, -97.883154).
Secondo lo United States Census Bureau, ha un'area totale di 2,8 miglia quadrate (7,3 km²).

## Società

### Evoluzione demografica
Secondo il censimento del 2000, c'erano 1.586 persone, 371 nuclei familiari e 339 famiglie residenti nella città. La densità di popolazione era di 558,2 persone per miglio quadrato (215,6/km²). C'erano 423 unità abitative a una densità media di 148,9 per miglio quadrato (57,5/km²). La composizione etnica della città era formata dall'81,59% di bianchi, lo 0,13% di afroamericani, lo 0,38% di nativi americani, il 17,02% di altre razze, e lo 0,88% di due o più etnie. Ispanici o latinos di qualunque razza erano il 95,02% della popolazione.
C'erano 371 nuclei familiari di cui il 55,5% aveva figli di età inferiore ai 18 anni, il 70,9% aveva coppie sposate conviventi, il 16,4% aveva un capofamiglia femmina senza marito, e l'8,4% erano non-famiglie. Il 7,3% di tutti i nuclei familiari erano individuali e il 4,3% aveva componenti con un'età di 65 anni o più che vivevano da soli. Il numero di componenti medio di un nucleo familiare era di 4,27 e quello di una famiglia era di 4,51.
La popolazione era composta dal 39,4% di persone sotto i 18 anni, il 12,6% di persone dai 18 ai 24 anni, il 23,6% di persone dai 25 ai 44 anni, il 17,1% di persone dai 45 ai 64 anni, e il 7,3% di persone di 65 anni o più. L'età media era di 24 anni. Per ogni 100 femmine c'erano 98,5 maschi. Per ogni 100 femmine dai 18 anni in giù, c'erano 96,1 maschi.
Il reddito medio di un nucleo familiare era di 15.926 dollari e quello di una famiglia era di 16.759 dollari. I maschi avevano un reddito medio di 12.663 dollari contro i 13.036 dollari delle femmine. Il reddito pro capite era di 4.922 dollari. Circa il 40,3% delle famiglie e il 42,9% della popolazione erano sotto la soglia di povertà, incluso il 45,8% di persone sotto i 18 anni e il 39,1% di persone di 65 anni o più.